# Leptognathia caeca
Leptognathia caeca är en kräftdjursart. Leptognathia caeca ingår i släktet Leptognathia och familjen Leptognathiidae. Inga underarter finns listade i Catalogue of Life.